# Torneio Início do Paraná
O Torneio Início do Paraná foi um torneio realizado anualmente pela Federação Paranaense de Futebol no estado do Paraná. O torneio tem como maior campeão o Coritiba, com 11 títulos. Foi realizado no estado do Paraná no período de 1917 a 1989, não sendo realizado entre 1965 e 1986.

## Regras
Todas as partidas eram realizadas em apenas um único dia, no mesmo estádio. Cada partida tinha 20 minutos de duração (10 a cada tempo). Apenas a final que era mais longa, com 60 minutos de duração (30 a cada tempo).[carece de fontes?]

## Campeões
| Edição | Ano       | Campeão              |
| ------ | --------- | -------------------- |
| 1ª     | 1917      | Coritiba             |
| 2ª     | 1918      | América-Paraná       |
| 3ª     | 1919      | Britânia             |
| 4ª     | 1920      | Coritiba             |
| 5ª     | 1921      | Coritiba             |
| 6ª     | 1922      | Savoia-Água Verde    |
| 7ª     | 1923      | Britânia             |
| 8ª     | 1924      | Universal            |
| 9ª     | 1925      | Palestra Itália      |
| 10ª    | 1926      | Britânia             |
| 11ª    | 1927      | Operário Ferroviário |
| 12ª    | 1928      | Britânia             |
| 13ª    | 1929      | Palestra Itália      |
| 14ª    | 1930      | Coritiba             |
| 15ª    | 1931      | Palestra Itália      |
| 16ª    | 1932      | Coritiba             |
| 17ª    | 1933      | Britânia             |
| 18ª    | 1934      | Ferroviário          |
| 19ª    | 1935      | Nacional             |
| 20ª    | 1936      | Athletico            |
| 21ª    | 1937      | Ferroviário          |
| 22ª    | 1938      | Ferroviário          |
| 23ª    | 1939      | Coritiba             |
| 24ª    | 1940      | Savoia               |
| 25ª    | 1941      | Coritiba             |
| 26ª    | 1942      | Coritiba             |
| 27ª    | 1943      | Ferroviário          |
| 28ª    | 1944      | Brasil               |
| 29ª    | 1945      | Juventus             |
| 30ª    | 1946      | Juventus             |
| 31ª    | 1947      | Athletico            |
| 32ª    | 1948      | Juventus             |
| 33ª    | 1949      | Água Verde           |
| 34ª    | 1950      | Ferroviário          |
| 35ª    | 1951      | Coritiba             |
| 36ª    | 1952      | Coritiba             |
| 37ª    | 1953      | Água Verde           |
| 38ª    | 1954      | Ferroviário          |
| 39ª    | 1955      | Athletico            |
| 40ª    | 1956      | Operário Ferroviário |
| 41ª    | 1957      | Coritiba             |
| 42ª    | 1958      | Athletico            |
| 43ª    | 1959      | Britânia             |
| 44ª    | 1960      | Ferroviário          |
| 45ª    | 1961      | Britânia             |
| 46ª    | 1962      | Rio Branco           |
| 47ª    | 1963      | Rio Branco           |
| 48ª    | 1964      | Rio Branco           |
| —      | 1965–1986 | Não disputado        |
| 49ª    | 1987      | Athletico            |
| 50ª    | 1988      | Athletico            |
| 51ª    | 1989      | Grêmio Maringá       |
| —      | 1990–     | Não disputado        |

### Títulos por equipe
| Clube                               | Campeão | Anos dos Títulos                                                 |
| ----------------------------------- | ------- | ---------------------------------------------------------------- |
| Coritiba (Curitiba)                 | 11      | 1917, 1920, 1921, 1930, 1932, 1939, 1941, 1942, 1951, 1952, 1957 |
| Britânia (Curitiba)                 | 7       | 1919, 1923, 1926, 1928, 1933, 1959, 1961                         |
| Ferroviário (Curitiba)              | 7       | 1934, 1937, 1938, 1943, 1950, 1954, 1960                         |
| Athletico (Curitiba)                | 6       | 1936, 1947, 1955, 1958, 1987, 1988                               |
| Palestra Itália (Curitiba)          | 3       | 1925, 1929, 1931                                                 |
| Juventus (Curitiba)                 | 3       | 1945, 1946, 1948                                                 |
| Rio Branco (Paranaguá)              | 3       | 1962, 1963, 1964                                                 |
| Operário Ferroviário (Ponta Grossa) | 2       | 1927, 1956                                                       |
| Água Verde (Curitiba)               | 2       | 1949, 1953                                                       |
| América-Paraná (Curitiba)           | 1       | 1918                                                             |
| Savoia-Água Verde (Curitiba)        | 1       | 1922                                                             |
| Universal (Curitiba)                | 1       | 1924                                                             |
| Nacional (Curitiba)                 | 1       | 1935                                                             |
| Savoia (Curitiba)                   | 1       | 1940                                                             |
| Brasil (Curitiba)                   | 1       | 1944                                                             |
| Grêmio Maringá (Maringá)            | 1       | 1989                                                             |

* Em itálico, clubes extintos. 

### Títulos por cidade
| Cidade       | Títulos |
| ------------ | ------- |
| Curitiba     | 45      |
| Paranaguá    | 3       |
| Ponta Grossa | 2       |
| Maringá      | 1       |